# 진달래메모리얼파크
진달래메모리얼파크(Jindallae Memorial Park)는 대한민국의 충청북도 충주시에 위치한 납골묘를 모여있는 장사 시설이다. 소재지는 충청북도 충주시 앙성면 본평리 산 43-13번지 위치하고 있다.

## 안장자
| 고인 이름 | 직업            | 사망일               |
| --------- | --------------- | -------------------- |
| 김맹곤    | 정치인          | 2018년 8월 2일(72세) |
| 유상철    | 축구 감독, 선수 | 2021년 6월 7일(49세) |

## 교통편
- 중부내륙고속도로 감곡 나들목